# Georges Vereeken
Georges Vereeken (Gand, 1896 - Bruxelles, 1978) était un militant communiste puis trotskyste belge.

## Biographie
Chauffeur de taxi bruxellois, il adhère au Parti Communiste en 1922 et intègre son Comité central en 1925. En 1928 il est exclu du parti, avec la majorité des membres du Comité central, pour avoir pris position en faveur de Léon Trotski.
Georges Vereeken milite alors, entre 1928 et 1935, dans la section belge de l’Opposition internationale de gauche (qui devient en 1933 la Ligue Communiste Internationale). En 1934 il s’oppose violemment à Trotski sur le « tournant français », stratégie consistant à pratiquer l’entrisme au sein des partis socialistes et sociaux-démocrates.
Rejetant la ligne majoritaire des trotskistes belges qui décident d’intégrer le Parti Ouvrier Belge pour y pratiquer l’entrisme, il fonde en 1935 le groupe Spartacus au nom duquel il signera la Lettre ouverte pour la IVe Internationale.
À la fin de l’année 1936, il participe à la fondation du Parti Socialiste Révolutionnaire dont il devient le secrétaire entre 1937 et 1938. Il rompt avec Trotski en 1938 à la suite de divergences concernant la Révolution Espagnole et le POUM et décide de quitter le Parti Socialiste Révolutionnaire pour fonder le groupe Contre le Courant qui prendra par la suite le nom de Groupe Communiste Trotskyste avant de disparaître en 1945.
Après la guerre il se rapproche de Pablo dont il devient un fidèle partisan au sein de la Quatrième Internationale. En 1965, lorsque Pablo se retrouve en dehors de la Quatrième Internationale - Secrétariat unifié, Georges Vereeken le suit dans la création de la Tendance Marxiste Révolutionnaire.
En 1975 il publie La Guépéou dans le mouvement trotskiste.
Il meurt à Bruxelles en 1978.